# Добой
Добой (сербохорв. Добој/Doboj) — місто на півночі Боснії і Герцеговини, у Республіці Сербській. Розташовано на річці Босна. Великий залізничний вузол.

## Історія
Вперше Добой згадується 1415 року в одному з документів Рагузької республіки, хоча археологічні розкопки свідчать, що поселення на місці сучасного міста існувало ще у ранній кам'яній добі. У I столітті нашої ери в околицях сучасного Добоя існував римський військовий табір (каструм) і поселення (лат. Canabea). Після приходу слов'ян у VI столітті поселення стало частиною Усорської бановини.
Добойська фортеця була вперше зведена на початку XIII століття, потім розширена 1415 року; була захоплена 1476 року під тиском турків, щоб 1490 року бути знову розширеною. Фортеця надовго стала перепоною для завойовників з півночі: спочатку для угорців, а потім для імперії Габсбургів. Безліч битв відбулось в околицях Добоя, поки місто разом з усією Боснією і Герцеговиною не стало частиною Австро-Угорщини 1878 року.
Під час Першої світової війни в Добої розміщувався найбільший австрійський концентраційний табір для сербів, через який пройшло близько 46 тисяч чоловік.
За часів Другої світової війни Добой був важливим центром партизанського руху. Звільнено 17 квітня 1945 року.
Під час Боснійської війни місто, яке контролювалось сербами, обстрілював ся сербською та боснійською арміями. За результатами Дейтонських угод Добой разом із більшою частиною общини було включено до складу Республіки Сербської.

## Населення

### Община
Населення общини Добой у 1971—1991 роках:
| Рік перепису | Разом   | Серби            | Боснійці         | Хорвати          | Югослави       | Інші           |
| ------------ | ------- | ---------------- | ---------------- | ---------------- | -------------- | -------------- |
| 1991         | 102 549 | 39 820 (38,83 %) | 41 164 (40,14 %) | 13 264 (12,93 %) | 5 765 (5,62 %) | 2 536 (2,47 %) |
| 1981         | 99 548  | 39 224 (39,40 %) | 35 742 (35,90 %) | 14 522 (14,58 %) | 8 064 (8,10 %) | 1 996 (2,00 %) |
| 1971         | 88 985  | 39 884 (44,82 %) | 32 418 (36,43 %) | 14 754 (16,58 %) | 1 124 (1,26 %) | 805 (0,90 %)   |

### Місто
За даними перепису 1991 року в самому місті проживало 27 498 чоловік, з яких 11 154 (40,56 %) були бошняками, 8 011 (29,13 %) — сербами, 4 365 (15,87 %) оголосили себе югославами, 2 714 (9,87 %) — хорватами.
Нині переважну більшість населення міста складають серби.

## Відомі уродженці
Ізет Сарайлич — боснійський історик, філософ, письменник, поет та перекладач.

## Галерея

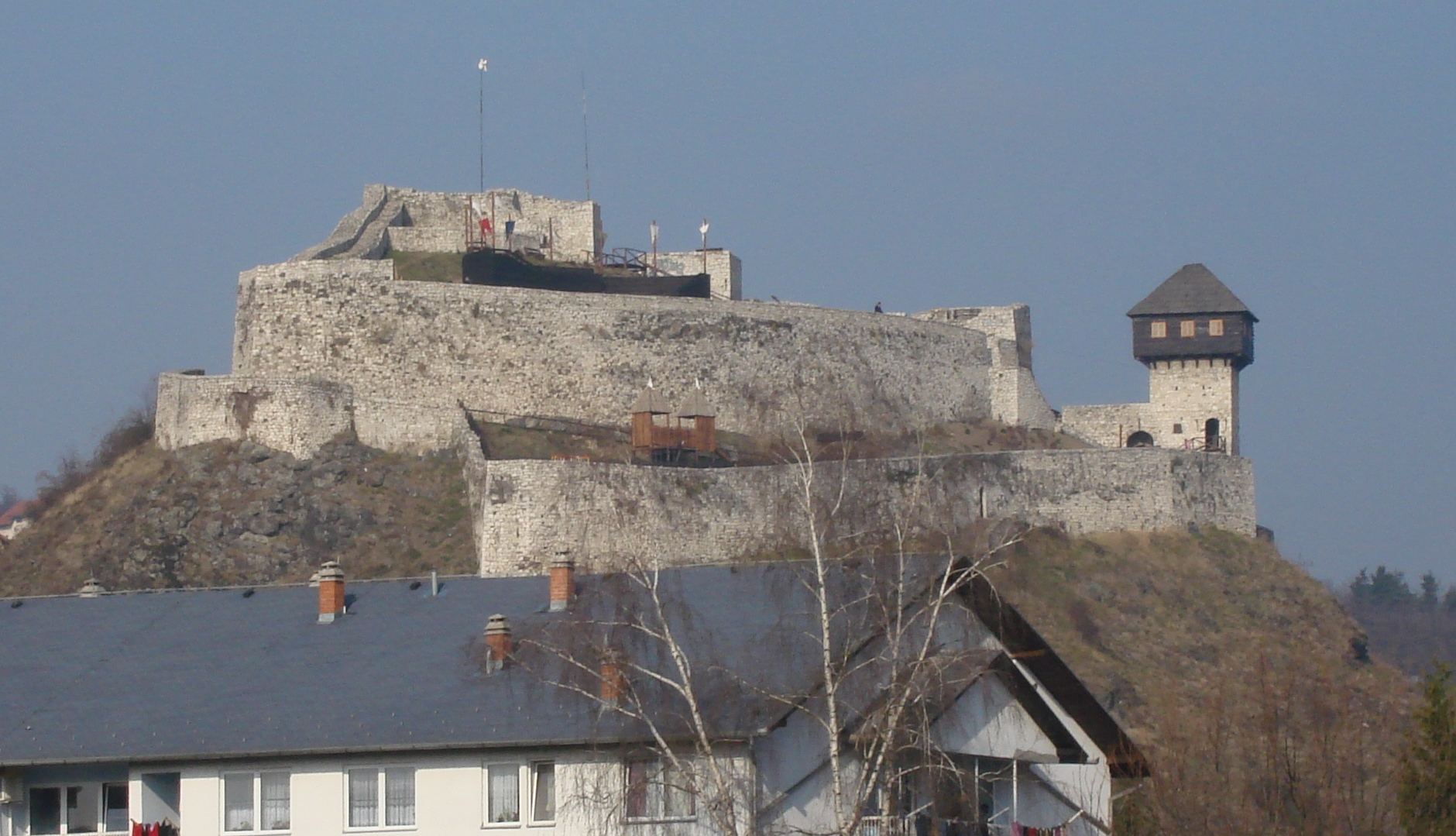
Добойська фортеця
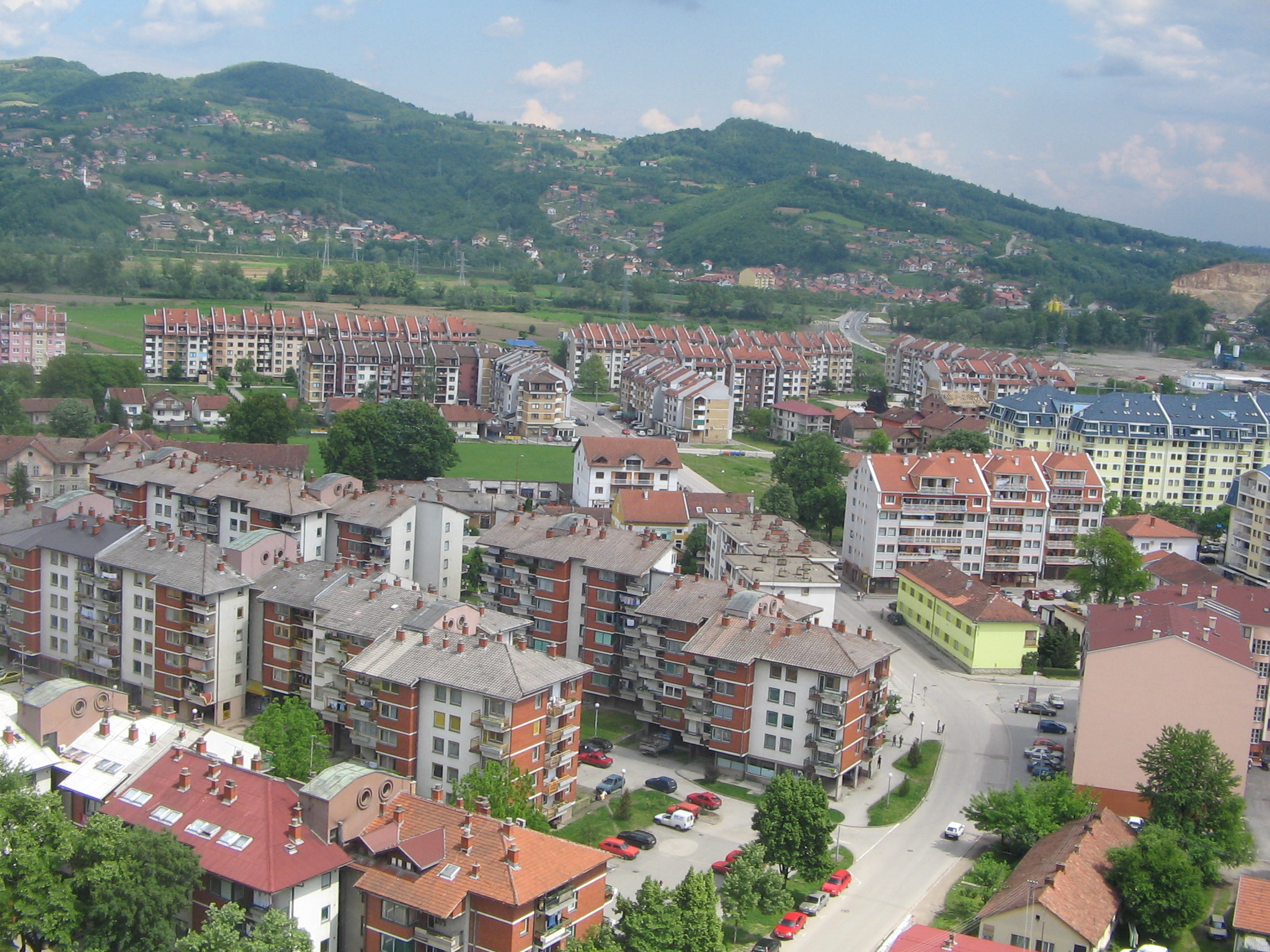
Вид на місто